# Centern i Finland

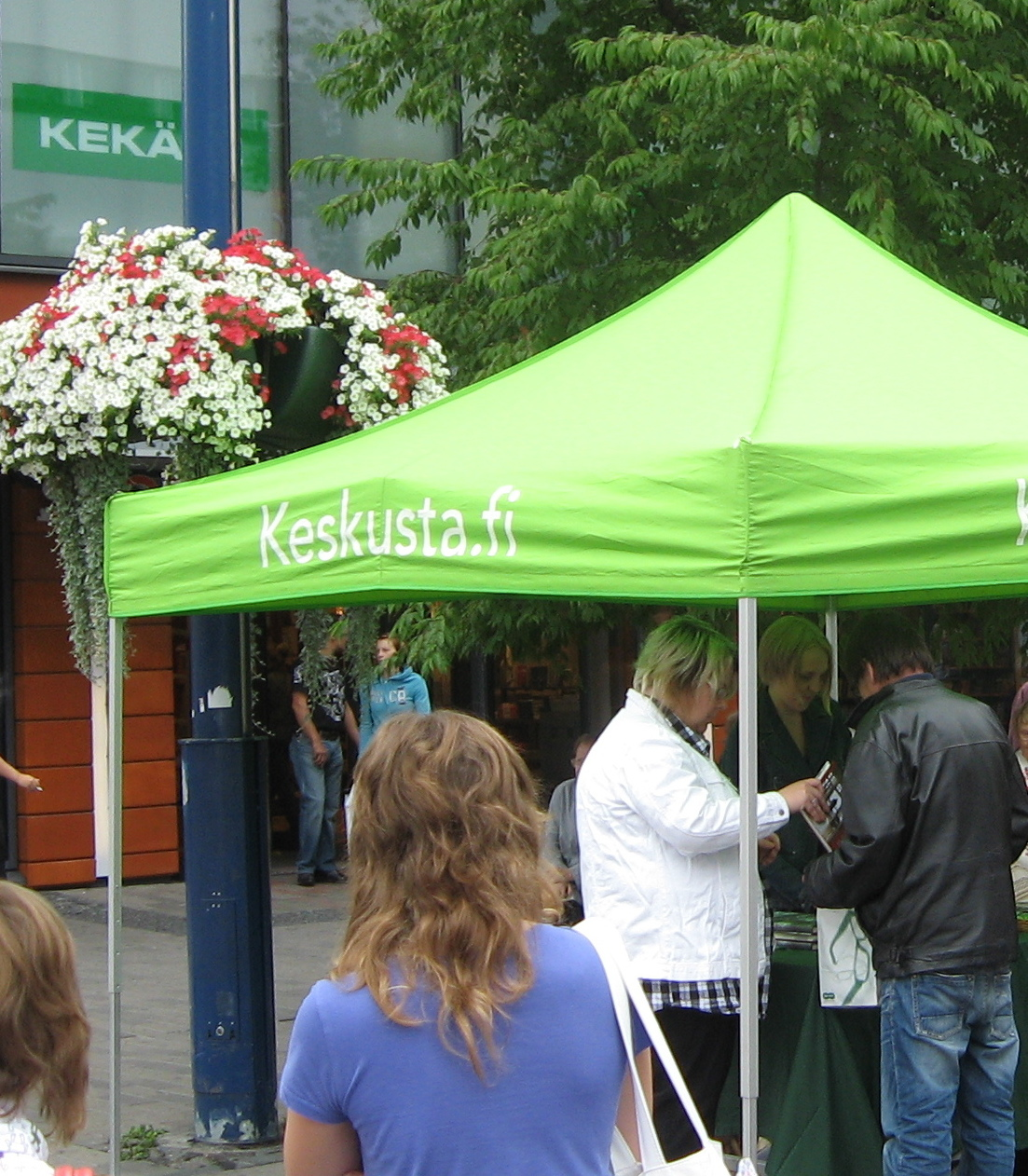
Centerns kampanjtält i Jyväskylä (2010).

Centern i Finland (finska Suomen Keskusta, Kesk.) är ett politiskt parti i Finland, hemmahörande i den politiska mitten. Partiet är ett av de nordiska agrarpartierna, men är betydligt större och starkare än de norska och svenska motsvarigheterna (Senterpartiet respektive Centerpartiet). 
Fram till 1965 hette partiet Agrarförbundet (finska Maalaisliitto) och 1965–1988 var namnet Centerpartiet (cp) (finska Keskustapuolue). Det har ingått i många av efterkrigstidens koalitionsregeringar och tidvis haft statsministerposten. Partet har omväxlande samarbetat åt höger med Samlingspartiet och åt vänster med Socialdemokraterna.
Centern är en del av det europeiska partiet Alliansen liberaler och demokrater för Europa (ALDE).

## Historik

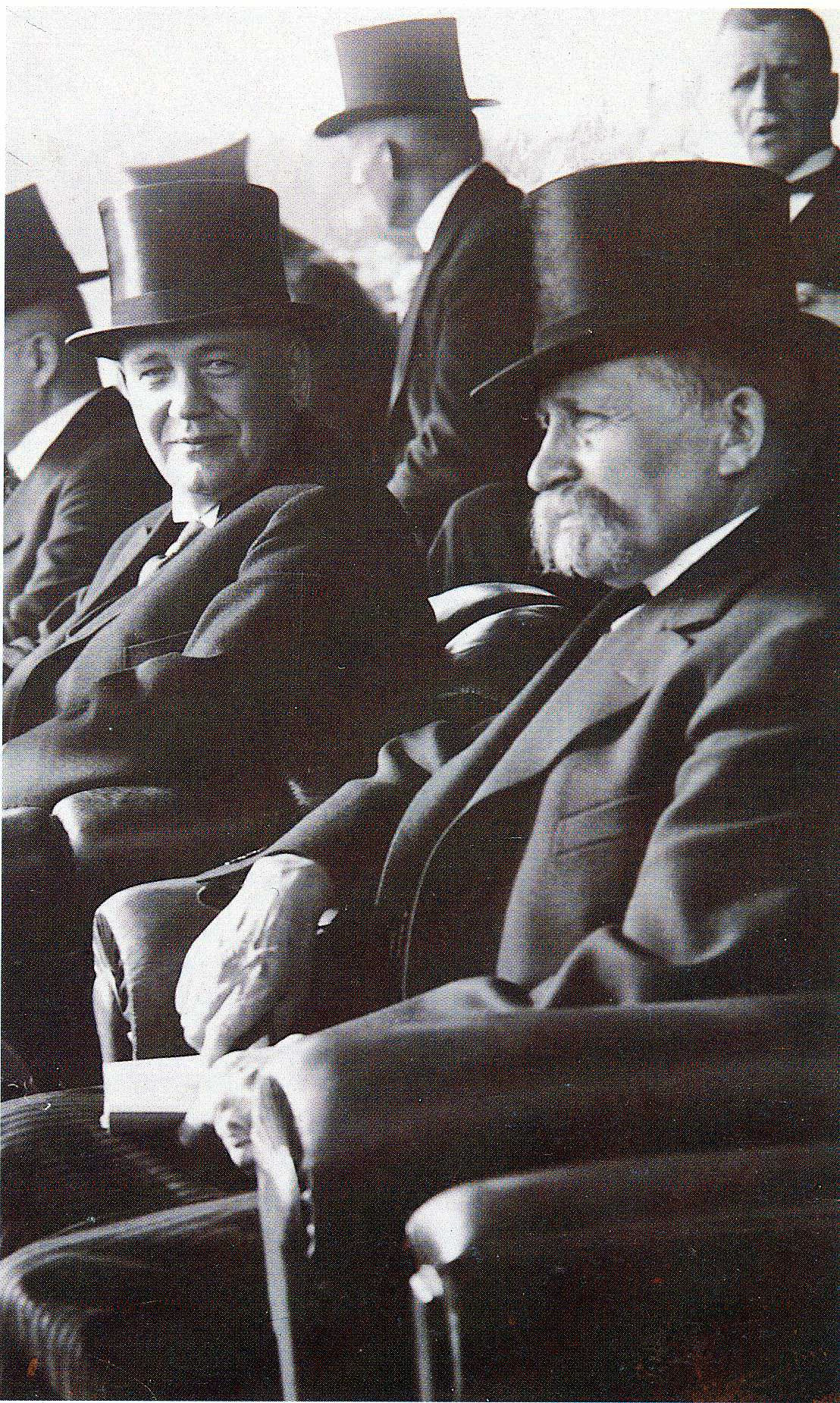
Lauri Relander och Kyösti Kallio, de två första presidenterna från Agrarförbundet.

Det som från början hette Agrarförbundet bildades 1906 i samband med att den finska lantdagen reformerades så att ståndslantdagen ersattes av ett enkammarparlament med partival. På den tiden var Finland en autonom del av det ryska riket. När Finland 1917 hade vunnit sin självständighet, kom Agrarförbundet att redan från början vara ett av landets dominerande partier.
Under det första självständighetsåret ingick Agrarförbundet i Svinhufvuds och Paasikivis samlingsregeringar men kom under 1920-talet att samarbeta i mitten med huvudsakligen Framstegspartiet och Svenska folkpartiet. I presidentvalet 1919 stödde partiet Framstegspartiets kandidat K.J. Ståhlberg, som blev vald till president. Kyösti Kallio blev partiets första statsminister 1922 och i presidentvapet 1925 blev agraren Lauri Kristian Relander vald till president.
En känd centerpolitiker har varit Urho Kekkonen, som först var justitieminister, därefter statsminister i några omgångar och sedan en mycket långvarig och populär president (1956–1981). Även presidenterna Lauri Kristian Relander (1925–1931) och Kyösti Kallio (1937–1940) kom från partiets led. Andra kända partimedlemmar har varit Johannes Virolainen, Ahti Karjalainen, Paavo Väyrynen, Esko Aho, Anneli Jäätteenmäki med flera.
Centern i Finland innehade statsministerposten mellan 2003 och 2011. Som nyvald partiledare övertog  Mari Kiviniemi statsministerposten och bildade ny regering 22 juni 2010. Hennes företrädare som partiordförande och statsminister var partikollegan Matti Vanhanen som suttit sedan 2003. Vanhanens första regering var en koalition bestående av Centern, Socialdemokraterna och Svenska Folkpartiet, medan han efter valet 2007 i stället bildade sin andra regering tillsammans med Samlingspartiet, Svenska folkpartiet och Gröna förbundet. 2011 tog Samlingspartiets Jyrki Katainen över statsministerposten. Nästa centerstatsminister var Juha Sipilä (2015-2019). Sedan 2023 är partiet i opposition.

## Organisation
Centern i Finland har enligt egen uppgift över 200 000 medlemmar, vilket är fler än övriga finska partier tillsammans. Partistämman sammanträder vanligen vartannat år. Mellan partistämmorna ansvarar partidelegationen för partiets verksamhet, och under den finns partistyrelsen som sammanträder varje månad.
Centern har cirka 3 000 lokalavdelningar, som representerar stadsdelar och byar. Partiet har ett antal sidoorganisationer i ungdomsförbundet Centerungdomens Förbund i Finland, studentförbundet Centerns studentförbund, kvinnoförbundet Centerkvinnornas Förbund samt en organisation för journalister, Centerjournalisternas Förbund. Ungdomsförbundet, studentförbundet och kvinnoförbundet är alla likvärdiga med partiets lokalföreningar i partiets politiska och organisatoriska verksamhet.

## Nuvarande partitopp

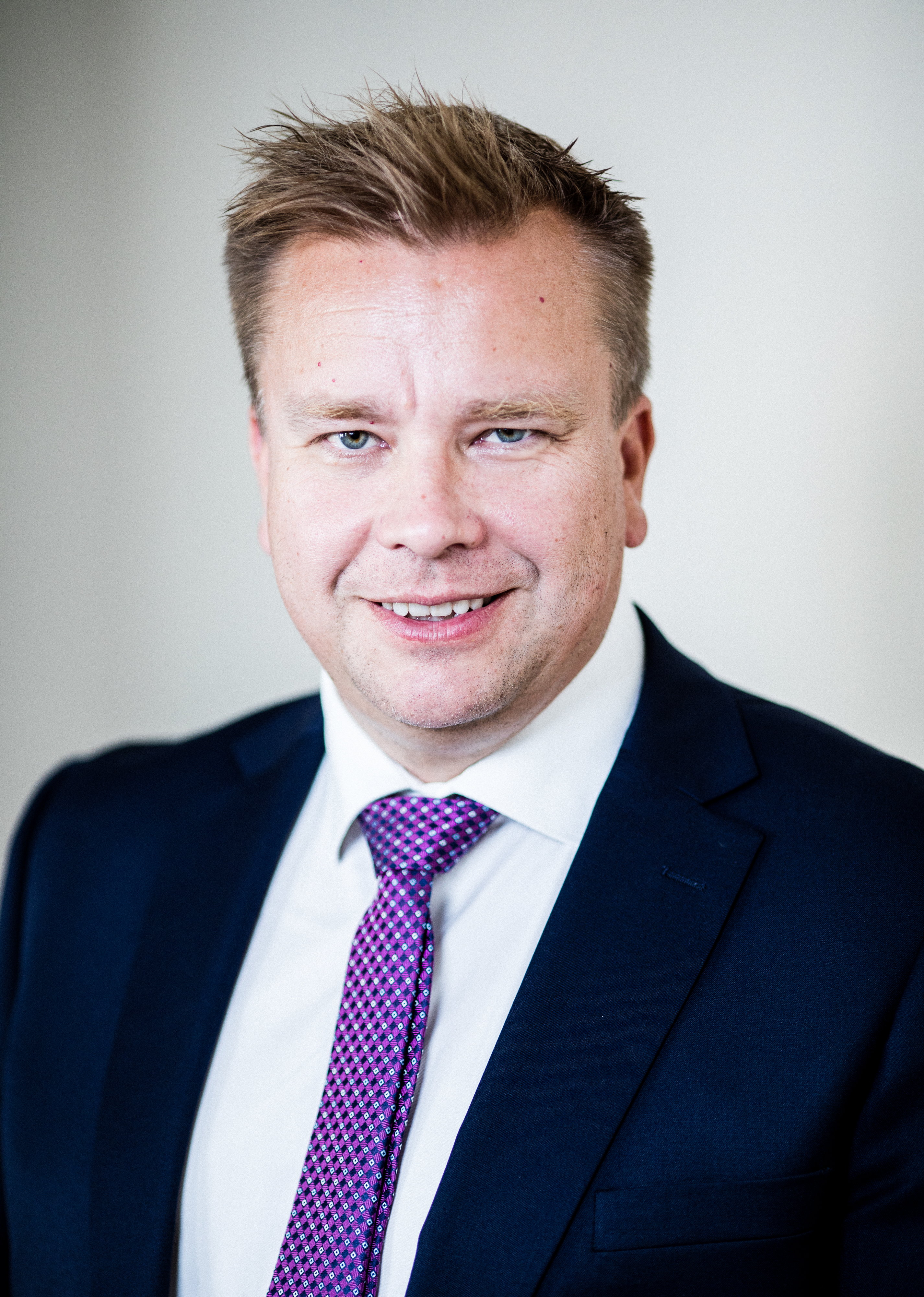
Antti Kaikkonen, partiordförande
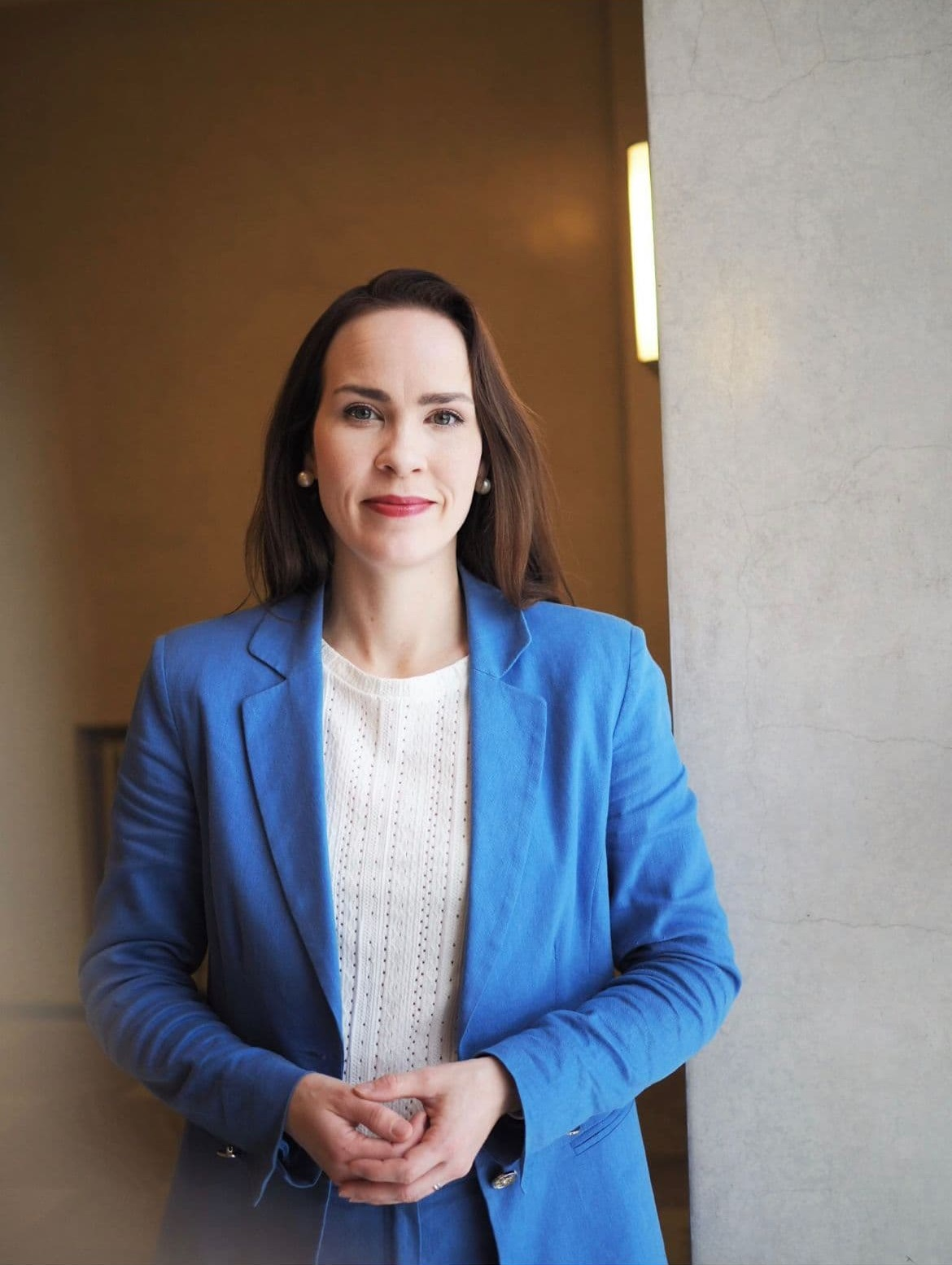
Hilkka Kemppi, vice ordförande
Tuomas Kettunen, vice ordförande
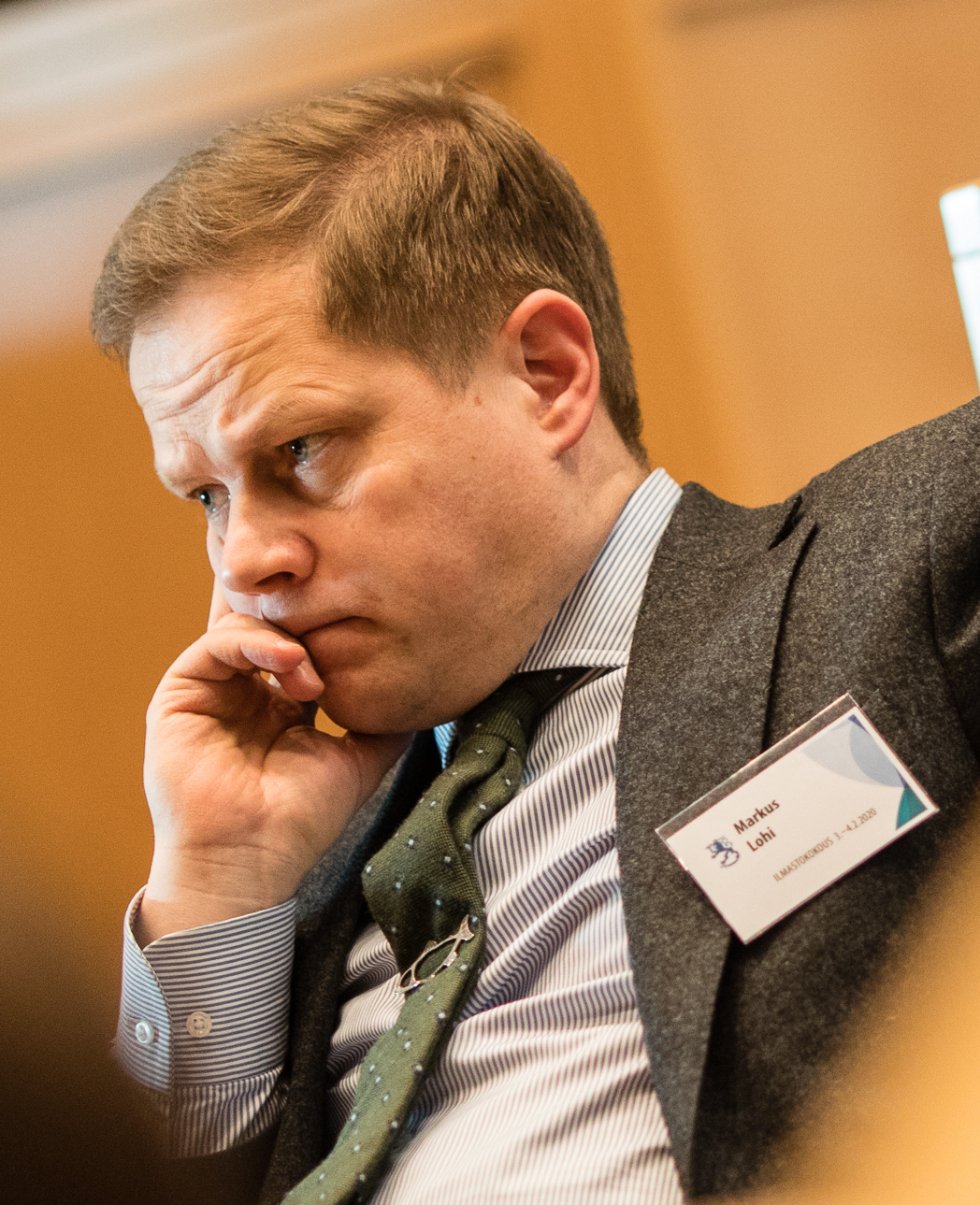
Markus Lohi, vice ordförande
Antti Siika-aho, partisekreterare
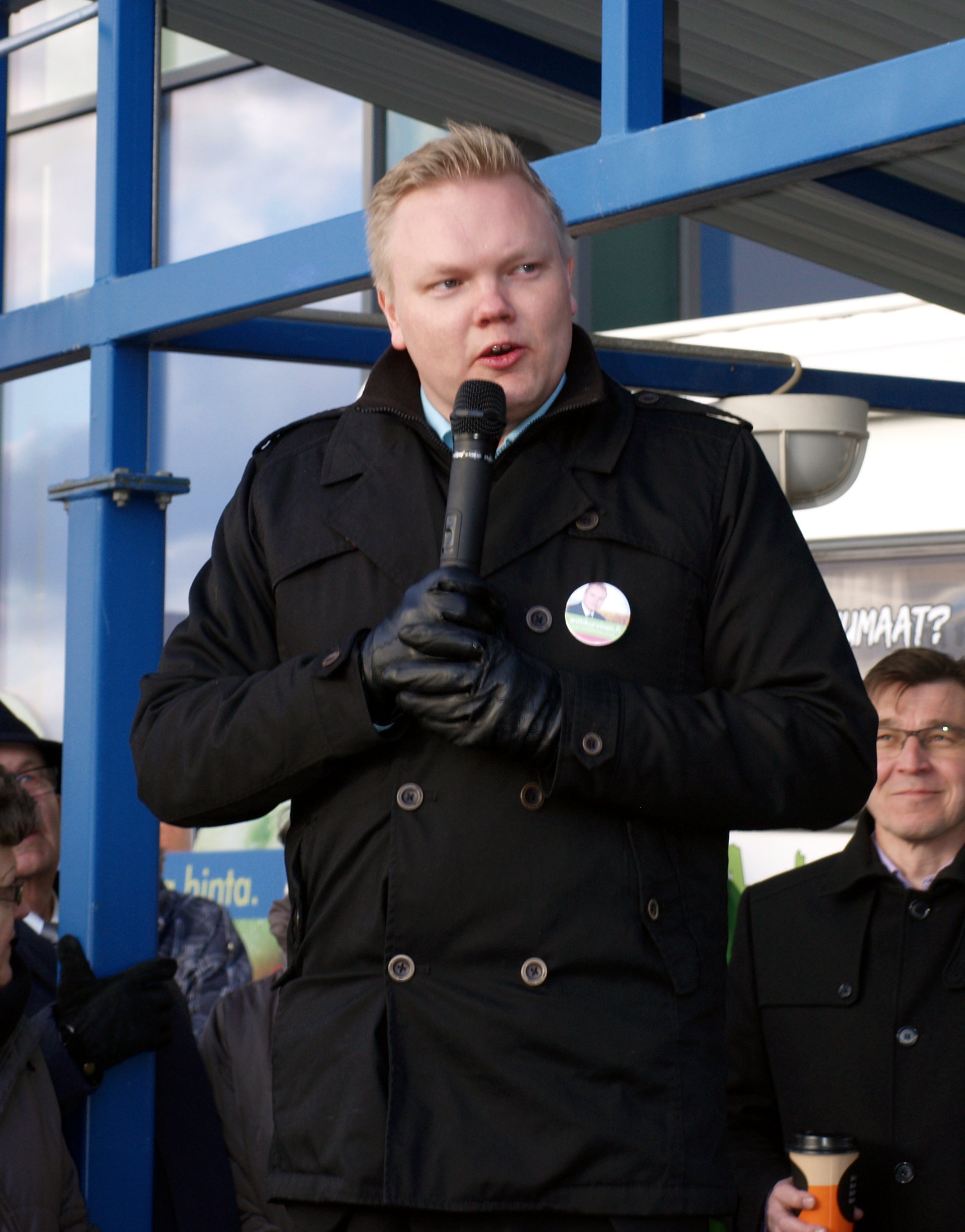
Antti Kurvinen, ordförande i riksdagsgruppen
Eeva Kalli, vice ordförande i riksdagsgruppen
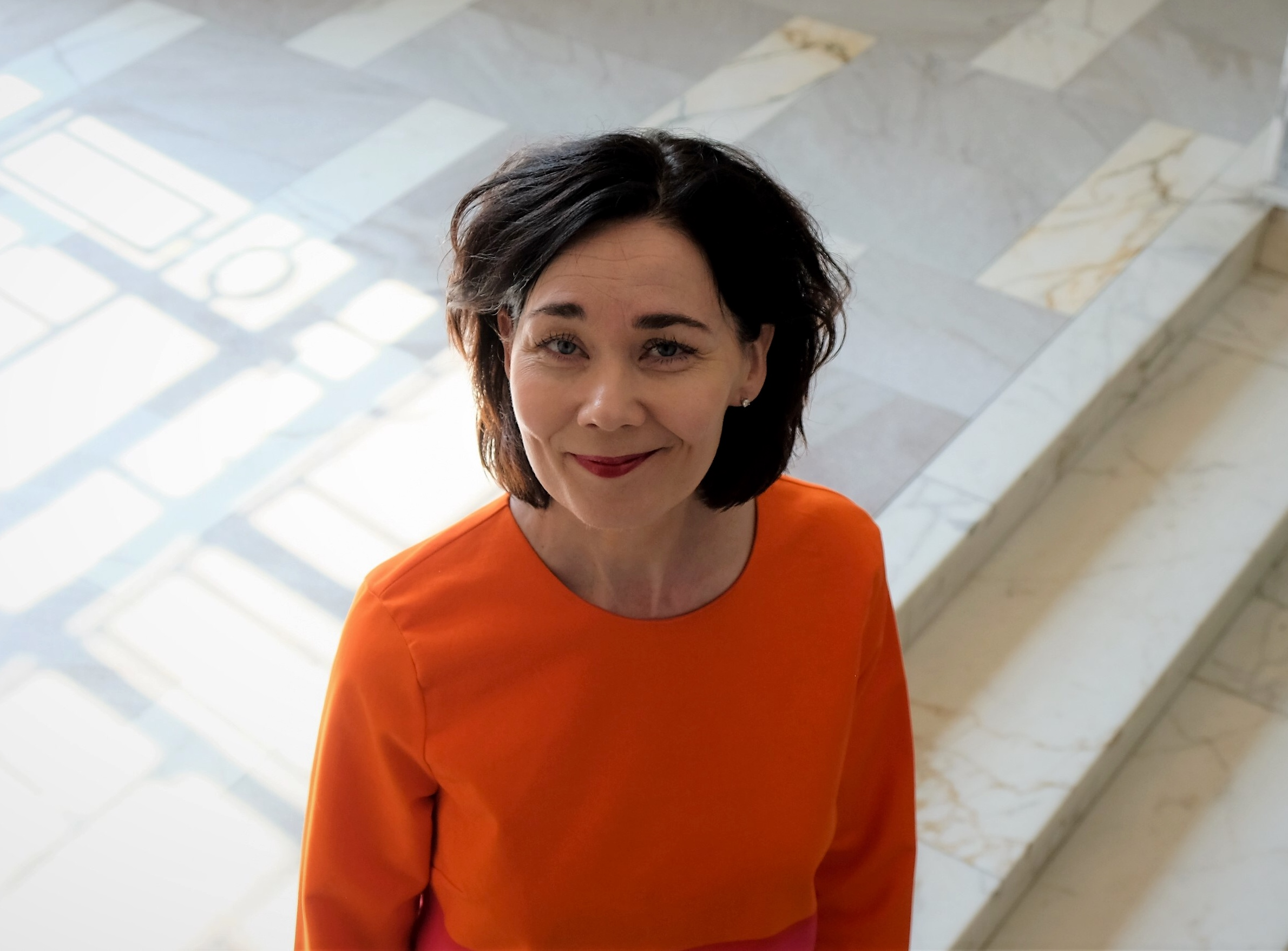
Hanna-Leena Mattila, vice ordförande i riksdagsgruppen

## Partiets internationella relationer
Partiet är medlem i Liberal International och Alliansen liberaler och demokrater för Europa.

## Valresultat
| Val  | Andel av röster (%) | Ref   |
| ---- | ------------------- | ----- |
| 1983 | 17,6 procent        | [ 2 ] |
| 1987 | 17,6 procent        | [ 2 ] |
| 1991 | 24,8 procent        | [ 2 ] |
| 1995 | 19,8 procent        | [ 2 ] |
| 1999 | 22,4 procent        | [ 2 ] |
| 2003 | 24,7 procent        | [ 2 ] |
| 2007 | 23,1 procent        | [ 2 ] |
| 2011 | 15,8 procent        | [ 2 ] |
| 2015 | 21,1 procent        | [ 2 ] |
| 2019 | 13,8 procent        | [ 2 ] |
| 2023 | 11,3 procent        |       |

| Val  | Andel av röster (%) | Antal platser  | Ref   |
| ---- | ------------------- | -------------- | ----- |
| 1976 | 18,4 procent        | 3 936 / 12 739 | [ 3 ] |
| 1980 | 18,7 procent        | 3 889 / 12 777 | [ 3 ] |
| 1984 | 20,2 procent        | 4 052 / 12 881 | [ 3 ] |
| 1988 | 21,2 procent        | 4 227 / 12 622 | [ 3 ] |
| 1992 | 19,2 procent        | 3 998 / 12 571 | [ 3 ] |
| 1996 | 21,8 procent        | 4 459 / 12 482 | [ 3 ] |
| 2000 | 23,8 procent        | 4 625 / 12 278 | [ 3 ] |
| 2004 | 22,8 procent        | 4 425 / 11 966 | [ 3 ] |
| 2008 | 20,1 procent        | 3 518 / 10 412 | [ 3 ] |
| 2012 | 18,7 procent        | 3 077 / 9 674  | [ 3 ] |
| 2017 | 17,5 procent        | 2 824 / 8 999  | [ 3 ] |
| 2021 | 14,9 procent        | 2 445 / 8 859  | [ 4 ] |

| Val  | Andel av röster (%) | Ref   |
| ---- | ------------------- | ----- |
| 1996 | 24,4 procent        | [ 5 ] |
| 1999 | 21,3 procent        | [ 5 ] |
| 2004 | 23,4 procent        | [ 5 ] |
| 2009 | 19,0 procent        | [ 5 ] |
| 2014 | 19,7 procent        | [ 5 ] |
| 2019 | 13,5 procent        | [ 5 ] |
| 2024 | 11,8 procent        |       |

### Presidentval
| Direkt val (1991–) | Direkt val (1991–) | Direkt val (1991–) | Direkt val (1991–) | Direkt val (1991–) | Direkt val (1991–) | Direkt val (1991–) | Direkt val (1991–) | Direkt val (1991–) |
| År                 | Kandidat           | Omgång 1           | Omgång 1           | Omgång 1           | Omgång 2           | Omgång 2           | Omgång 2           | Vald               |
| År                 | Kandidat           | Röster             | %                  | #                  | Röster             | %                  | #                  | Vald               |
| ------------------ | ------------------ | ------------------ | ------------------ | ------------------ | ------------------ | ------------------ | ------------------ | ------------------ |
| 1994               | Paavo Väyrynen     | 623 415            | 19,5               | 3:e                |                    |                    |                    | Nej                |
| 2000               | Esko Aho           | 1 051 123          | 34,4               | 2:a                | 1 540 803          | 48,4               | 2:a                | Nej                |
| 2006               | Matti Vanhanen     | 561 555            | 18,6               | 3:e                |                    |                    |                    | Nej                |
| 2012               | Paavo Väyrynen     | 536 555            | 17,5               | 3:e                | Nej                |                    |                    |                    |
| 2018               | Matti Vanhanen     | 122 383            | 4,1                | 5:e                | Nej                |                    |                    |                    |
| 2024               | Olli Rehn          | 496 518            | 15,3               | 4:e                | Nej                |                    |                    |                    |